# Maximilian Marterer
Maximilian Marterer (Norimberga, 15 giugno 1995) è un tennista tedesco.

## Biografia
Ha vinto in carriera diversi titoli nei circuiti minori e i suoi migliori ranking ATP sono stati il 45º in singolare nell'agosto 2018 e il 249° in doppio nell'aprile 2019. Ha disputato una semifinale nel circuito maggiore al torneo di Monaco di Baviera 2018 e il miglior risultato nelle prove del Grande Slam è stato il quarto turno raggiunto al Roland Garros 2018. È stato convocato una volta nella squadra tedesca di Coppa Davis ma non è stato fatto esordire. Nel 2024 ha disputato le Olimpiadi di Parigi, dove è uscito al secondo turno.

## Statistiche
Aggiornate al 12 agosto 2024.

### Tornei minori

#### Singolare

##### Vittorie (15)
| Legenda tornei minori |
| Challenger (9)        |
| Futures (6)           |

| N.  | Data              | Torneo                                 | Superficie    | Avversari in Finale | Punteggio        |
| 1.  | 18 gennaio 2015   | Germany F2, Stoccarda                  | Cemento (i)   | Uladzimir Ihnacik   | 6-4, 4-6, 7-5    |
| 2.  | 25 gennaio 2015   | Germany F3, Kaarst                     | Sintetico (i) | Marek Michalička    | 7-6(5), 6-4      |
| 3.  | 28 giugno 2015    | Italy F15, Montechiarugolo             | Terra rossa   | Tom Kočevar-Dešman  | 6-3, 6-2         |
| 4.  | 4 ottobre 2015    | Germany F14, Hambach                   | Sintetico (i) | Marc Sieber         | 6-2, 6-2         |
| 5.  | 10 aprile 2016    | Tunisia F13, Hammamet                  | Terra rossa   | Jules Okala         | 6-2, 6-1         |
| 6.  | 17 luglio 2016    | Germany F7, Treviri                    | Terra rossa   | Federico Coria      | 6-1, 6-2         |
| 7.  | 17 settembre 2016 | Morocco Tennis Tour - Meknes, Meknes   | Terra rossa   | Uladzimir Ignatik   | 7-6(3), 6-3      |
| 8.  | 24 settembre 2016 | Morocco Tennis Tour - Kenitra, Kenitra | Terra rossa   | Mohamed Safwat      | 6-2, 6-4         |
| 9.  | 17 settembre 2017 | Banja Luka Challenger, Banja Luka      | Terra rossa   | Carlos Taberner     | 6-1, 6-2         |
| 10. | 8 ottobre 2017    | Monterrey Challenger, Monterrey        | Cemento       | Bradley Klahn       | 7-6(3), 7-6(6)   |
| 11. | 5 novembre 2017   | Challenger Eckental, Eckental          | Sintetico (i) | Jerzy Janowicz      | 7-6(8), 3-6, 6-3 |
| 12. | 18 febbraio 2018  | Challenger La Manche, Cherbourg        | Cemento (i)   | Constant Lestienne  | 6-4, 7-5         |
| 13. | 15 novembre 2020  | Slovak Open, Bratislava                | Cemento (i)   | Tomáš Macháč        | 6(3)-7, 6-2, 7-5 |
| 14. | 23 luglio 2023    | Dutch Open, Amersfoort                 | Terra rossa   | Titouan Droguet     | 6-4, 6-2         |
| 15. | 19 novembre 2023  | Good to Great Challenger, Danderyd     | Cemento (i)   | Brandon Nakashima   | 2-6, 6-4, 6-3    |

##### Finali perse (11)
| Legenda tornei minori |
| Challenger (5)        |
| Futures (6)           |

| N.  | Data             | Torneo                          | Superficie    | Avversari in Finale | Punteggio              |
| 1.  | 20 ottobre 2013  | Germany F19, Essen              | Cemento (i)   | Adrian Sikora       | 7-6(5), 4-6, 1-6       |
| 2.  | 25 maggio 2014   | Slovenia F1, Capodistria        | Terra rossa   | Janez Semrajc       | 6-3, 3-6, 4-6          |
| 3.  | 29 giugno 2014   | Poland F4, Breslavia            | Terra rossa   | Jan Šátral          | 4-6, 6(4)-7            |
| 4.  | 24 agosto 2014   | Germany F13, Überlingen         | Terra rossa   | Nils Langer         | 4-6, 6-3, 2-6          |
| 5.  | 26 ottobre 2014  | Germany F17, Göhren-Lebbin      | Sintetico (i) | Mats Moraing        | 6(4)-7, 6(4)-7         |
| 6.  | 1º febbraio 2015 | Germany F4, Nußloch             | Sintetico (i) | Ruben Bemelmans     | 3-6, 7-6(2), 6(5)-7    |
| 7.  | 21 agosto 2016   | Meerbusch Challenger, Meerbusch | Terra rossa   | Florian Mayer       | 6(4)-7, 2-6            |
| 8.  | 19 febbraio 2017 | Challenger La Manche, Cherbourg | Cemento (i)   | Mathias Bourgue     | 3-6, 6(3)-7            |
| 9.  | 9 luglio 2022    | Braunschweig Open, Braunschweig | Terra rossa   | Jan-Lennard Struff  | 2-6, 2-6               |
| 10. | 5 novembre 2023  | Ismaning Challenger, Ismaning   | Sintetico (i) | Antoine Bellier     | 6(5)-7, 7-6(5), 6(6)-7 |
| 11. | 11 agosto 2024   | Bonn Open, Bonn                 | Terra rossa   | Hugo Dellien        | 6(2)-7, 0-6            |

#### Doppio

##### Vittorie (7)
| Legenda tornei minori |
| Challenger (2)        |
| Futures (5)           |

| N. | Data              | Torneo                                 | Superficie    | Compagno        | Avversari in finale                    | Punteggio           |
| 1. | giugno 2014       | Poland F4, Breslavia                   | Terra rossa   | Kevin Kaczynski | Adam Majchrowicz Rafal Teurer          | 6-4, 6-4            |
| 2. | ottobre 2014      | Germany F16, Bad Salzdetfurth          | Sintetico (i) | Kevin Krawietz  | Denis Kapric Lukas Ruepke              | 6-3, 7-6(4)         |
| 3. | novembre 2014     | Turkey F40, Antalya                    | Terra rossa   | Kevin Krawietz  | Janez Semrajc Tristan-Samuel Weissborn | 6-3, 6-2            |
| 4. | giugno 2015       | Italy F15, Montechiarugolo             | Terra rossa   | Daniel Masur    | Gerard Granollers Pujol Mark Vervoort  | 6-2, 1-6, [10-4]    |
| 5. | luglio 2015       | Germany F5, Kenn                       | Terra rossa   | Kevin Krawietz  | Max Bohl Benedikt Müller               | 6-0, 6-1            |
| 6. | 12 settembre 2015 | Morocco Tennis Tour - Meknes, Meknes   | Terra rossa   | Kevin Krawietz  | Gianluca Naso Riccardo Sinicropi       | 7-5, 6-1            |
| 7. | 23 settembre 2016 | Morocco Tennis Tour - Kenitra, Kenitra | Terra rossa   | Kevin Krawietz  | Uladzimir Ihnacik Michael Linzer       | 7-6(6), 4-6, [10-6] |